# Liikavaara
Liikavaara är en by i Gällivare kommun, Norrbottens län. Byn ligger cirka 21km sydost om Gällivare. I juni 2016 fanns det enligt Ratsit 48 personer över 16 år registrerade med Liikavaara som adress. Vid folkräkningen år 1890 fanns det 77 personer som var skrivna i byn Liikavaara. På grund av den nya gruvan är byn numera obefolkad.
Cirka åtta kilometer från byn ligger gruvan Aitik, som är en av Europas största koppargruvor. Liikavaara är troligen mest känd för att poeten Liikavaara-Frans och längdskidåkerskan Jenny Hansson kommer därifrån. Byn har helt och hållet evakueras för att bereda plats för åtta års ny gruvdrift som skulle starta 2023. Den 4 april 2019 hade företaget Boliden Aitik löst in drygt hälften av fastigheterna i byn. Den nya gruvan, Liikavaaragruvan kommer vara ett dagbrott. När gruvdriften i Liikavaara läggs ner efter åtta års verksamhet beräknas den ha haft en omfattning på cirka 1 kilometers längd, cirka 500 meters bredd och cirka 200 meters djup. Den 11 april 2024 sprängdes första salvan i den nya Aitikgruvan.